# Lithocystis brachycercus
Lithocystis brachycercus is een soort in de taxonomische indeling van de Myzozoa, een stam van microscopische parasitaire dieren. Het organisme komt uit het geslacht Lithocystis en behoort tot de familie Urosporidae. Lithocystis brachycercus werd in 1925 ontdekt door Pixell-Goodrich.